# 加拿大公開賽 (高爾夫)
加拿大公開賽（Canadian Open）是美國高爾夫PGA巡迴賽的賽事之一，創辦於1904年。加拿大公開賽是PGA巡迴賽歷史第三古老的賽事，僅次於英國公開賽和美國公開賽。加拿大公開賽的冠名贊助商是加拿大皇家銀行。 

## 外部連結
- 官方网站
- Coverage on the PGA Tour's official site（页面存档备份，存于）

43°27′07″N 79°43′08″W / 43.452°N 79.719°W